# Histoire de la scientométrie
Bibliométrie et scientométrie ont une histoire très intriquée. Les premiers travaux dans ces disciplines remontent au début du XXe siècle. Mais c'est probablement à partir des années 1950 et des contributions de Derek John de Solla Price et Eugene Garfield qu'elles se stabilisent et prennent de l'ampleur.

## Les pionniers
Avant la constitution de la bibliométrie en un champ disciplinaire spécifique, quelques chercheurs ont pris les publications scientifiques comme objet d’étude et ont pu déterminer un certain nombre de lois empiriques.
En 1926, Alfred Lotka énonce une loi qui portera son nom : le nombre d’auteurs publiant {\displaystyle n} articles dans une période donnée est environ égal au nombre d’auteurs ne publiant qu’un seul article divisé par {\displaystyle n^{a}}, où {\displaystyle a} est proche de 2. Autrement dit, si 100 auteurs publient chacun un seul article, 25 en publient deux (soit {\displaystyle 100/2^{2}}), 11 en écrivent trois (soit {\displaystyle 100/3^{2}}), 6 en écrivent 4 (soit {\displaystyle 100/4^{2}}), etc. Cette loi énoncée à partir de la revue Chemical Abstracts revient à dire que plus de 60 % des chercheurs d’un domaine ne publient pas plus d’un article dans ce domaine, ou encore que chaque chercheur du domaine y publie en moyenne deux articles. Ainsi, un domaine se caractérise par un petit nombre de spécialistes publiant beaucoup et un grand nombre de publications occasionnelles.
En 1934, Samuel Bradford énonce la loi de Bradford qui s’intéresse, elle, aux périodiques. Elle montre que si un tiers des articles concernant un sujet se concentrent dans un nombre réduit de périodiques, le deuxième tiers se trouve dans un nombre {\displaystyle n} fois plus grand de périodiques et le troisième tiers dans un nombre {\displaystyle n^{2}} plus grand. Cette loi correspond à une réalité pratique, celle du documentaliste qui cherche à s’abonner aux meilleures revues d’un domaine donné : on voit que le nombre d’abonnements doit s’accroître de façon géométrique pour un nombre de documents s’accroissant de façon arithmétique. Il ne devient donc rapidement plus rentable de chercher l’exhaustivité en matière d’abonnements.
Bien qu’elle ne s’applique pas uniquement aux articles scientifiques, la loi de Zipf, énoncée en 1935, prédit la fréquence d’apparition des mots dans un texte. Elle est utilisée en bibliométrie pour analyser la distribution de certains mots-clefs.

## Le père fondateur
C’est à partir de 1950 que Derek John de Solla Price théorise et met en pratique l’utilisation des articles scientifiques comme indicateurs quantitatifs de l’activité de recherche. Physicien de formation, il obtient en 1954 un second doctorat en histoire des sciences. Il crée la scientométrie, « science de la science » en refusant l’approche traditionnelle des études de la science, à savoir en refusant de « discuter du contenu de la science » ou de s’intéresser à « un savant en particulier »,. Il va donc se servir de l’ensemble des publications scientifiques et de leurs propriétés statistiques comme d’un indicateur de l’activité scientifique et un révélateur des lois qui la sous-tendent.
Au-delà d’une théorisation de la discipline, ses contributions fondamentales à la scientométrie incluent notamment :
- des études de la croissance exponentielle de la science et de la « demi-vie » (notion reprise de la décroissance d’activité des éléments radioactifs)[2] ;
- des études sur les réseaux de citations entre articles scientifiques[3] ;
- une théorie mathématique de la croissance des réseaux de citations[4].

## La stabilisation de la discipline
« Les citations sont le lien formel et explicite entre des articles qui ont des points particuliers en commun. Un index de citation est construit autour de ces liens. Il liste les publications qui ont été citées et identifie les sources de citations. Quiconque fait une recherche bibliographique peut trouver plusieurs douzaine d’articles sur un sujet à partir d’un seul qui a été cité. Et chaque article trouvé fournit une liste de nouvelles citations à partir desquelles peut continuer la recherche. La simplicité des index de citations est une de leurs plus grandes forces. »

C’est au milieu des années 1950 qu’Eugene Garfield développe l’idée d’utiliser les citations présentes dans les articles scientifiques, c’est-à-dire les renvois faits à d’autres articles, pour lier les articles entre eux. En référençant ces liens dans un science citation index, il serait alors possible de faciliter le travail de recherche d’information. En effet, si deux articles A et B sont liés, il est probable qu’un lecteur de l’article A soit intéressé par B. Si A cite B, il est assez aisé de trouver B à partir de A. Mais si c’est B qui cite A, ou encore si A et B sont tous les deux cités par de nombreux articles communs sans pour autant se citer mutuellement, alors la référence à B est impossible à trouver dans A. Dans ce dernier cas, un index de citations apporte toute son intérêt.
Garfield crée alors une entreprise privée sur le modèle du Shepard's Citator utilisé par les avocats et juges pour connaître la jurisprudence. En 1959, devant la difficulté pour son entreprise d’obtenir des crédits publics, il change son nom pour Institute for Scientific Information (ISI) et parvient à obtenir le soutien de l’administration de la recherche.
Le premier volume du Science Citation Index voit le jour en 1963.
Si des sociologues des sciences comme Robert K. Merton, Jonathan et Stephen Cole, Warren Hagstrom ou Diana Crane ont très rapidement soutenu Garfield dans la création de sa base de données, c’est parce qu’ils ont immédiatement compris l’intérêt d’une telle base pour leurs propres recherches sur le fonctionnement de la science. Cette discipline va donc se développer et s’autonomiser. Scientometrics (en), une de ses revues phares, sera fondée en 1978 par le chimiste hongrois Tibor Braun.
La discipline, dans les décennies 70 et 80, s'organise autour de quelques pôles : aux U.S.A. Philadelphie concentre trois acteurs majeurs, l'I.S.I. de Eugene Garfield, qui développe les analyses de citation et de cartographie scientifique (Henry Small), l'université Drexel et la société Computer Horizons (CHI-Research) de Francis Narin, qui professionnalise les indicateurs d'évaluation et propose les premières mesures d'influence (impact itératif) qui inspirèrent notamment Google. De nombreuses autres équipes américaines sont actives en infométrie (en).
En Europe, les équipes en pointe à cette époque sont l'ISSRU de Budapest, autour de Tibor Braun, le SPRU de Ben Martin, de l'université de Brighton, fondé en 1967 et le FHG-ISI (Fraunhofer) de Karlsruhe animé par Hariolf Grupp, plus focalisé sur l'analyse de la technologie (« technométrie ») et les brevets. La scientométrie va bénéficier de l'apport d'une nouvelle école de sociologie, le courant franco-anglais de la sociologie de la traduction (embryon de la Théorie de l'acteur-réseau, ANT), représenté en France par l'équipe de Michel Callon et Bruno Latour au CSI de l'École des Mines de Paris qui s'oppose notamment aux thèses de R.K. Merton. En scientométrie appliquée, ce courant va donner son essor à des méthodes de cartographie des thèmes scientifiques (alternatives aux méthodes de citations) privilégiant les liens entre termes et les liens de coopération.
En 1990, les chercheurs belges Leo Egghe et Ronald Rousseau, à l'initiative du premier cycle de conférences spécialisée ayant accompagné la création de l'International Society for Scientometrics and Informetrics (en) (ISSI), publient le premier manuel de la discipline. À la même époque, le LISBON devenu CWTS de Antony van Raan, à l'université de Leyde, devient l'une des centres européens les plus actifs en bibliométrie. Le CWTS, le FhG-ISI et le SPRU lancent en 1988 le cycle européen de conférences « Science & Technology  Indicators ». Parmi d'autres cycles aux préoccupations voisines, les conférences « Triple Helix » (depuis 1996) à l'instigation de Loet Leydesdorff et Henry Etzkovitz se consacrent aux liens multiformes entre université, état, industrie.
Dans les années 90, des structures spécialisés dans les indicateurs R&D et en particulier les mesures scientométriques se mettent en place dans plusieurs pays européens, dont la France (OST-Paris), l'Espagne (Cindoc/CSIC, actuel IEDCYT), le Canada (OST-Montréal).
Parmi les revues cœur traitant de scientométrie et bibliométrie, outre Scientometrics précité, on recense l’American Journal of Information Science and Technology, Journal of Informetrics, Journal of Information Science, Research Evaluation et dans des domaines connexes Research Policy, Science and Public Policy, Journal of Documentation, Information Processing and Management...
Dans les années 2000 se développe le champ voisin de la Webométrie, qui partage avec la scientométrie de nombreuses techniques et un objet d'étude, les réseaux scientifiques. Des chercheurs de toutes les disciplines appliquent aujourd'hui les méthodes d'analyse de réseaux aux questions scientométriques.